# Late Registration
Late Registration er Kanye Wests andet album fra 2005. Det er udgivet af Roc-A-Fella og produceret ham selv, Jon Brion og Just Blaze.
Trackliste:
1. Wake Up Mr. West
2. Heard 'Em Say (ft. Adam Levine of Maroon 5)
3. Touch The Sky (ft. Lupe Fiasco)
4. Gold Digger (ft. Jamie Foxx)
5. Skit 1
6. Drive Slow (ft. Paul Wall & GLC)
7. My Way Home (ft. Common)
8. Crack Music (ft. The Game)
9. Roses
10. Bring Me Down (ft. Brandy)
11. Addiction
12. Skit 2
13. Diamonds From Sierra Leone (Remix – ft. Jay-Z)
14. We Major (ft. Nas & Really Doe)
15. Skit 3
16. Hey Mama
17. Celebration
18. Skit 4
19. Gone (ft. Consequence & Cam'Ron)
20. Diamonds From Sierra Leone
21. Late